# آنومالی بالاش‌آباد ۱
آنومالی بالاش آباد ۱ یک اندیس فلزی است که در حوالی شهر سبزوار استان خراسان قرار دارد و مادهٔ معدنی موجود در آن، طلا است.سنگ میزبان این اندیس سرپانتینیت، بازالت، میکرو گابرو و برش ولکانیکی پروپیلیتی شده. است و دیرینگی آن به دوران ائوسن می‌رسد. در این اندیس، پاراژنز‌های طلا و نقره یافت می‌شوند.